# Беневентанський розспів
Беневентанський розспів (фр. chant bénéventain; англ. Beneventan chant) — регіональна традиція церковної монодії католиків, що існувала в Середньовіччі в монастирях Беневента і Монте-Кассіно, перш ніж була витіснена григоріанським співом.

## Історія
У VII–VIII століттях у Беневенті отримав розвиток беневентанський обряд, який специфічно відрізнявся від римського обряду. Разом з ним розвинувся і специфічний церковний розспів, який пізніше отримав назву беневентанський. Після 1058 року, коли папа Стефан ІХ офіційно поставив беневентанський обряд поза законом, беневентанський розспів перестав використовуватися в регулярному богослужінні й став артефактом західноєвропейської церковної музики. Збережені рукописи беневентанського розспіву датуються XI–XIII століттями, хоча в них міститься репертуар (за загальним визнанням медієвістів) раннього походження.

### Особливості

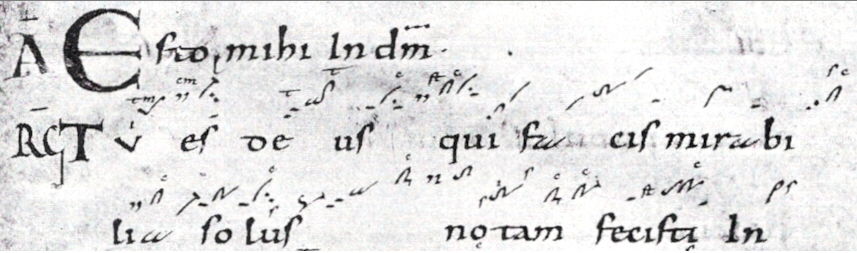

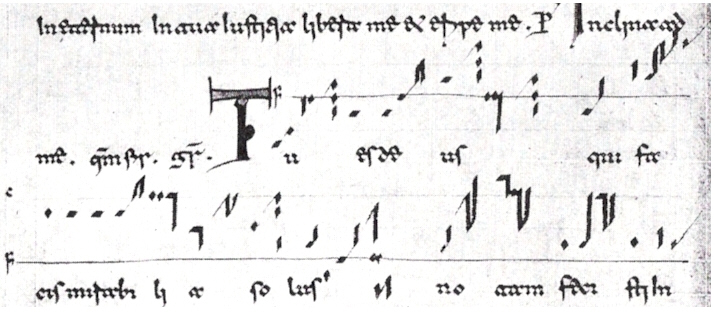
Градуал Tu es Deus (унизу), записаний беневентанськими невмами (Codex VI.34 з Капітулярної бібліотеки Беневента, XI або XII ст.). Для порівняння показаний той же градуал (угорі), записаний санкт-галенськими невмами (Codex St. Gallen 359 з Бібліотеки Санкт-Галенського монастиря, бл. 925 рік)

Як і в амвросіанському розспіві, беневентанський інтройт називався «інгресой» (ingressa) і розспівувався без верша. Беневентанські оферторії відрізняються стислістю та відсутністю верса. У беневентанських алілуях використовується практично одна і та ж мелодія. Збереглася значна кількість написаної в Беневенто і Монте-Кассіно гімнографії (тропів і секвенцій).
Як і в інших італійських регіональних традиціях (римский розспів, амвросіанський розспів), у беневентанськом розспіви більше мелізматики, ніж у григоріанському, і порівняно з останнім у беневентанській монодії краще виражена центонізація (ознака, що вказує на архаїчність техніки композиції).
Звуковисотна структура беневентанського розспіву майже не досліджена, а відомості про неї містять лише описовий характер. Наприклад, гарвардський професор Т. Ф. Келлі повідомляє, що практично всі мелодії закінчуються на тонах A і G, при цьому ніщо не вказує на восьмиладову організацію, притаманну середньовічній церковній музиці.
Для нотованих рукописів, що походять із Беневента, Монте-Кассіно та деяких інших регіонів Італії, характерний особливий різновид невмів, у лексиконі західних палеографів описується як «беневентанські», або «північноіталійські», невми.